# Groszówka (Warszawa)
Groszówka – osiedle i obszar MSI w Warszawie w dzielnicy Wesoła.
Groszówka stanowi środkową część dzielnicy Wesoła. Północna jej część jest zamieszkana, a południową stanowią obszary zalesione.

## Historia
Letnisko Groszówka należało w latach 1867–1930 do gminy Okuniew w powiecie warszawskim. W 1921 roku Groszówka liczyła 66 stałych mieszkańców. 
1 kwietnia 1930 Groszówkę włączono do gminy Wawer w tymże powiecie.
20 października 1933 Groszówka weszła w skład gromady Wola Grzybowska w granicach gminy Wawer, składającej się także ze wsi Wola Grzybowska i Wesoła.
1 kwietnia 1939 gromadę Wola Grzybowska (wraz z Groszówką i Wesołą) włączono do nowo utworzonej gminy Sulejówek w tymże powiecie.
Podczas II wojny światowej w Generalnym Gubernatorstwie, w dystrykcie warszawskim. W 1943 gromada Wola Grzybowska (wraz z Groszówką i Wesołą) liczyła 4433 mieszkańców.
1 lipca 1952, w związku z likwidacją powiatu warszawskiego, gromadę Wola Grzybowska (wraz z Groszówką i Wesołą) wyłączono z gminy Sulejówek i włączono do nowo utworzonej gminy Wesoła w nowo utworzonym powiecie miejsko-uzdrowiskowym Otwock, gdzie gmina ta została przekształcona w jedną z jego ośmiu jednostek składowych – dzielnicę Wesoła.
Dzielnica Wesoła przetrwała do końca 1957 roku, czyli do chwili zniesienia powiatu miejsko-uzdrowiskowego Otwock i przekształcenia go w powiat otwocki. 1 stycznia 1958 dzielnicy Wesoła nadano status osiedla, przez co Groszówka stała się integralną częścią Wesołej, a w związku z nadaniem Wesołej praw miejskich 1 stycznia 1969 – częścią miasta.
1 czerwca 1975 Wesoła weszła w skład stołecznego województwa warszawskiego.
W związku z kolejną reformą administracyjną, Wesoła weszła w skład powiatu mińskiego w województwie mazowieckim. 1 stycznia 2002 Wesołą wyłączono z powiatu mińskiego i przyłączono do powiatu warszawskiego.
W związku ze zniesieniem powiatu warszawskiego 27 października 2002 miasto Wesoła, wraz z Groszówką, włączono do Warszawy.